# Fain-lès-Montbard
Fain-lès-Montbard – miejscowość i gmina we Francji, w regionie Burgundia-Franche-Comté, w departamencie Côte-d’Or.
Według danych na rok 1990 gminę zamieszkiwało 341 osób, a gęstość zaludnienia wynosiła 46 osób/km² (wśród 2044 gmin Burgundii Fain-lès-Montbard plasuje się na 576. miejscu pod względem liczby ludności, natomiast pod względem powierzchni na miejscu 1084.).